# Феодосій (Олтаржевський)
Єпископ Феодосій (в миру Петро Наркисович Олтаржевський, нар. 13 грудня 1867, Уманський повіт, Київська губернія — †26 липня 1914, Єсентуки) — український релігійний діяч, духовний письменник, почесний член Київської духовної академії. Ректор Волинської духовної семінарії. 
Єпископ Відомства православного сповідання Російської імперії з титулом Оренбурзький та Туругайський. 

## Життєпис
Навчався спершу в Уманському духовному училищі та Київській духовній семінарії.
1888 р. — поступив до Київської духовної академії. На третьому курсі захворів і був залишений на другий рік. Закінчив академію у 1893 р. зі ступенем "кандидат богослов'я".
16 серпня 1893 — призначений вчителем в Уманському духовному училищі.
1895 р. — у Києво-Печерській Лаврі прийняв чернецтво з іменем Феодосій, 14 вересня рукоположений на ієромонаха.
5 грудня 1895 р. — призначений наглядачем Києво-Подільського духовного училища.
1898 р. — інспектор Київської духовної семінарії.
7 січня 1899 р. — ректор Волинської духовної семінарії в сані архімандрита.
1900 р. — удостоєний звання магістра богослов'я за твір: «Палестинское монашество в IV–VI веках».
Із 1901 р. — ректор Київської духовної семінарії.
30 листопада 1903 — хіротонія на єпископа Єлисаветградського, вікарія Херсонської єпархії із призначенням жити в Успенському монастирі, поблизу Одеси.
18 липня 1905 р. — призначений єпископом Чистопольським, вікарієм Казанської єпархії.
Через хворобу прохав Священний Синод скасувати його призначення. Синод вирішив покарати його за строптивість і звільнити не лише від переміщення до Казані, але взагалі від єпархіальної служби. Він був відправлений на спокій до Григор'єво-Бізюків монастир Херсонської єпархії. На покої був три місяці.
16 грудня 1905 р. — призначений єпископом Прилуцьким, вікарієм Полтавської єпархії.
19 грудня 1907 — був обраний Радою Академії на посаду ректора Київської духовної семінарії, а від 3 січня 1908 р. — утверджений на цій посаді Св. Синодом із найменуванням «єпископ Уманський», другий вікарій Київської єпархії.
Для читання лекцій студентам академії обрав Канонічне право, як науку, що найбільш потрібна для урегулювання церковно-громадських відношень.
13 серпня 1910 р. — був призначений єпископом Оренбурзьким та Тургайським. У цьому ж році почесний член Київської духовної академії.
Через ревматизм він подався на лікування в Єсентуки, де помер 16 липня 1914, під час лікування. Тіло було доставлено до Оренбургу, де і було поховане біля вівтаря домового храму архієрейського будинку.